# 斯里根加讷格尔
斯里根加讷格尔是印度拉贾斯坦邦斯里根加讷格尔县的一个城镇。总人口210788（2001年）。

## 人口
该地2001年总人口210788人，其中男性115412人，女性95376人；0—6岁人口27939人，其中男15446人，女12493人；识字率70.79%，其中男性为76.44%，女性为63.96%。